# Piroplasmida
A Piroplasmida, más néven Piroplasmorida az Apicomplexa egyik parazita fajokból álló kládja. Kettéhasadással osztódik, életciklusa ivaros és ivartalan szakaszokból áll, az ivaros szakasz kullancsok emésztőrendszerében megy végbe. Tagjai a Babesia és Theileria kullancsparazita-nemzetségek.

## Történet
Először Ludwig Pfeiffer írta le 1895-ben Amoebosporidiida („Amöbosporidia”) néven. Wenyon 1926-ban Piroplasmidea (vagy Piroplasmorida) néven írta le, aki a protozoonok törzsének Sporozoa osztálya Coccidiomorpha alosztálya Coccidiida rendjébe sorolta.:155
Adl és munkatársai 2019-es rendszertanában Piroplasmorida néven szerepel, és 8 nemzetséget (Anthemosoma, Babesia, Cytauxzoon, Echinozoon, Haemohormidium, Sauroplasma, Serpentoplasma, Theileria) tartalmaz.

## Genetika
A Babesia microti apikoplasztisza DNS-ét (ptDNS) 2014-ben szekvenálták Garg és munkatársai. Hossza 28 657 bp, GC-tartalma 14,06%, és többek közt rpl11-gént nem tartalmaz, ez alapján transzkripciója L11-független lehet, vagy valójában van rpl11-e, de jelentősen különbözik. Magi genomja az Apicomplexában szekvenálásakor ismert legkisebb, 6 395 281 bp, és 4 kromoszómából áll.

## Filogenetika
A 18S rRNS nem bizonyult elegendőnek a Piroplasmida filogenetikai fájának felállításához, ezért Schreeg és munkatársai 2016-ban mtDNS-filogenetikai kutatást végeztek, mely szerint szerint a Piroplasmida klád, de a Babesiidae és a Theileriidae nem, mert előbbibe tartoznak a bazális Babesia microti és Babesia conradae, utóbbiba a B. conradae testvércsoportján belül bazális Theileria equi.

## Leírás
Eritrocitákban vagy gerincesek más vér- vagy endotél sejtjeiben élő, kis kerek, hasáb vagy körte alakú parazita, ami merogónia útján szaporodik. A trofozoita az eritrocitától 1 membránnal különül el. Ez különbözteti meg a többi vérparazitától, melyek legalább 2 membránnal különülnek el. Amőboid, nagy axopódium-sugarakkal.
Egy apikális komplexe van poláris gyűrűvel és roptriákkal, de a korábbi feltételezések szerint konoid és a kapcsolódó pellikuláris mikrotubulusok nélkül, és nem alkot oocisztát vagy spórákat.
Ismert vektorai kullancsok és piócák, ahol a sporogónia és valószínűleg az ivaros szaporodás történik.

## Megelőzés
A T. parva ellen ismert marhavédőoltás, ezeket Kenya, Malawi és Tanzánia kormányai elismerték. 2021-ben nem volt B. microti ellen hatásos humán védőoltás.

## Kezelés

### Emberben
Enyhe vagy mérsékelt babesiosist azitromicin–atovakon kombinációval szokás kezelni, mely kevesebb mellékhatást okoz a klindamicin–kinin kombinációnál.

### Állatokban
Az azitromicin atovakonnal együtt hatásos lehet több állatklád, például óriáspandák babesiosisa kezelésében. Használatos imidokarb-dipropionát, diminazén-aceturát, doxiciklin és enrofloxacin is különböző állatkládok kezelésében. Az azitromicin–artezunát kutyákban képes a Babesia gibsoni-fertőzés kezelésére.